# Vezzani
Vezzani là một xã ở tỉnh Haute-Corse trên đảo Corse, Pháp.